# 久綱さざれ
久綱 さざれ（くつな さざれ、1965年8月20日 -）は日本の小説家。愛知県出身。
刈谷市立富士松中学校卒業。名古屋大学文学部哲学科卒業。システムエンジニア勤務を経て、2001年、長編『ダブル』で学習研究社主催の第1回ムー伝奇ノベル大賞最優秀賞を受賞、2002年に出版されデビューした。日本推理作家協会会員。父は詩人の谷沢辿。
日本推理作家協会のサイトに掲載の略歴では、「犯人が人間でないミステリーという意味でのミステリー・ホラーを目指しています」としている。

## 作品リスト
単行本
- ダブル （学習研究社、2002年1月）ISBN 978-4054015739
  - ダブル ―なりあがる虚像 （学研M文庫、学習研究社、2003年6月）ISBN 978-4059002413
- ハーツ ―死に抜けゲーム （学習研究社、2003年7月）ISBN 978-4054021044
- 神話の島 （ミステリ・フロンティア、東京創元社、2007年6月）ISBN 978-4488017293